# Duomo (Metro de Milán)
La estación de metro Duomo es una estación del metro de Milán situada en la plaza del Duomo, y que conecta la línea 1 y la línea 3.

## Historia
La estación de Duomo estuvo construida como parte de primer tramo (de Marelli a Lotto) de la línea 1 de la metro, entró en servicio el 1º noviembre 1964.
El 3 de mayo de 1990 entró en servicio la prima extraída (de Central a Duomo) de la línea 3; de tal fecha la estación de Duomo constituye un punto de interscambio entre las dos líneas. La línea 3 fue prolongada el 16 diciembre del mismo año hasta Porta Romana.
Con la construcción de la línea 3 se pensó de 
rediseñar el aspecto de la plaza, según un proyecto elaborado del arquitecto Ignazio Gardella, que preveía la erección de un monumento con fontane sobre el lado oeste. Tal proyecto no vino pero realizado.

## Intercambios
En las proximidades de la estación efectúan parada algunas líneas urbanas, y el bus 73 al aeropuerto de Linate, gestionadas de ATM.
- Parada tranvía (Duomo M1 M3, líneas 2, 3, 12, 14, 15, 16 y 19)
- Parada autobús

## Galería de imágenes

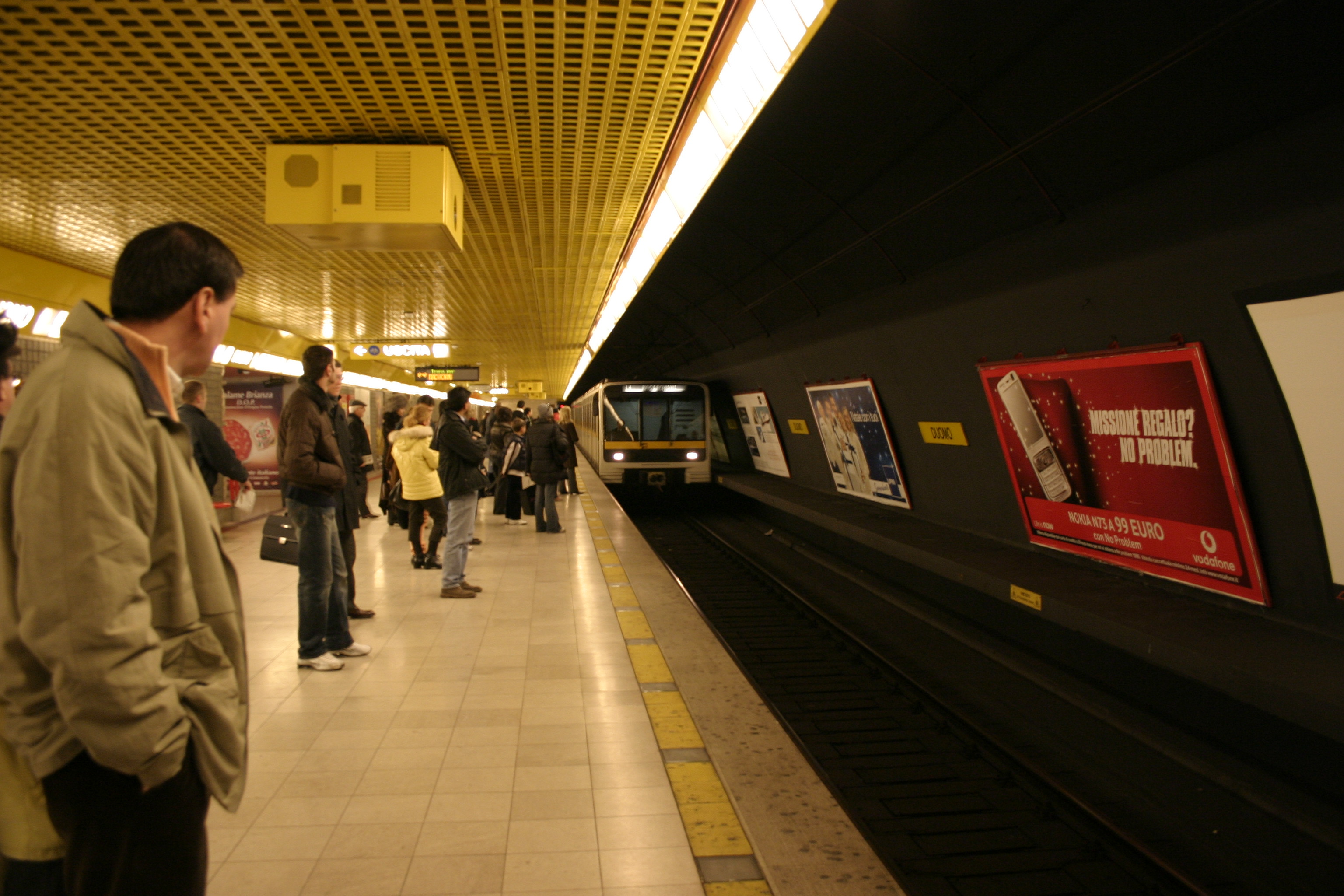
Banchina de la línea 3
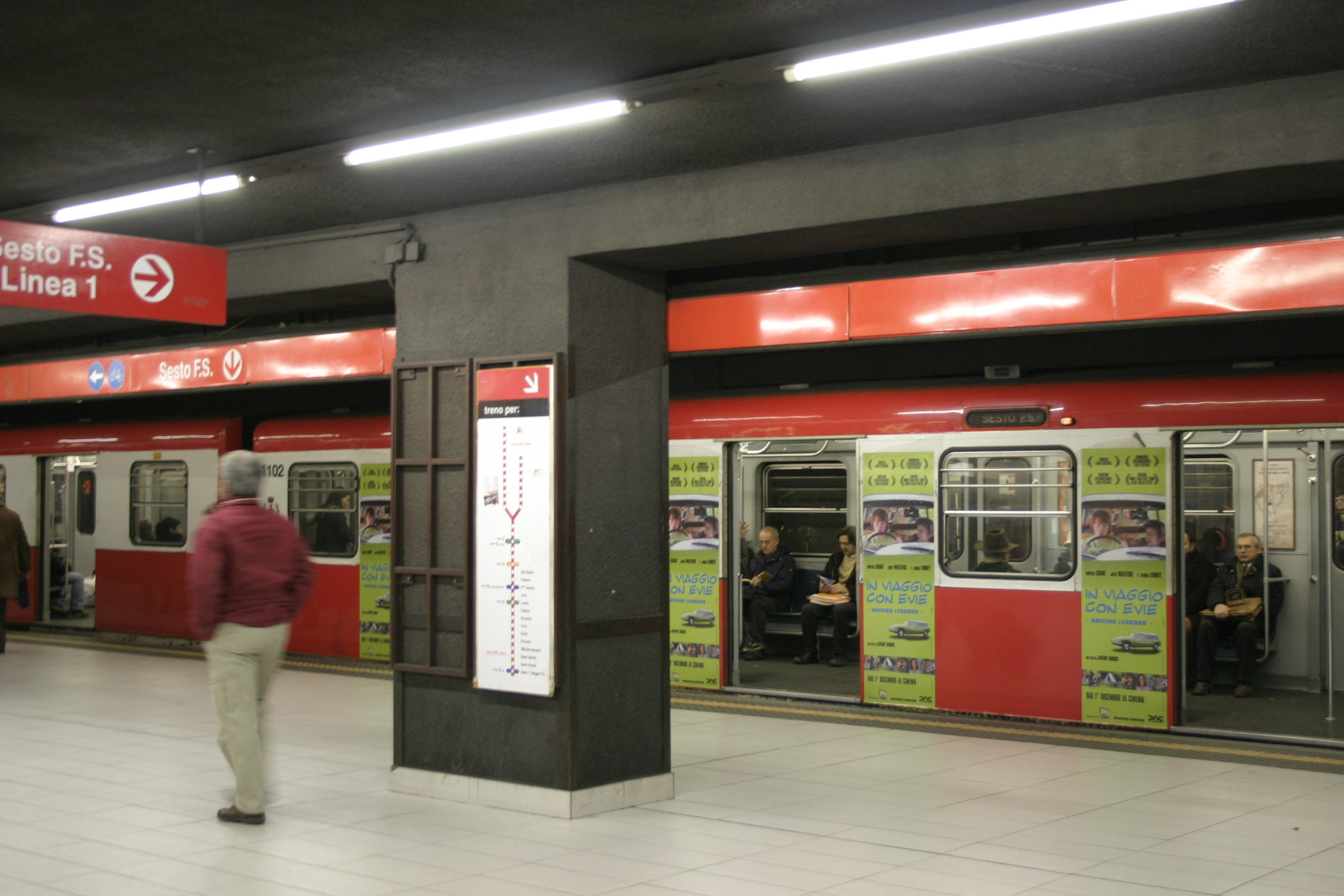
Línea 1
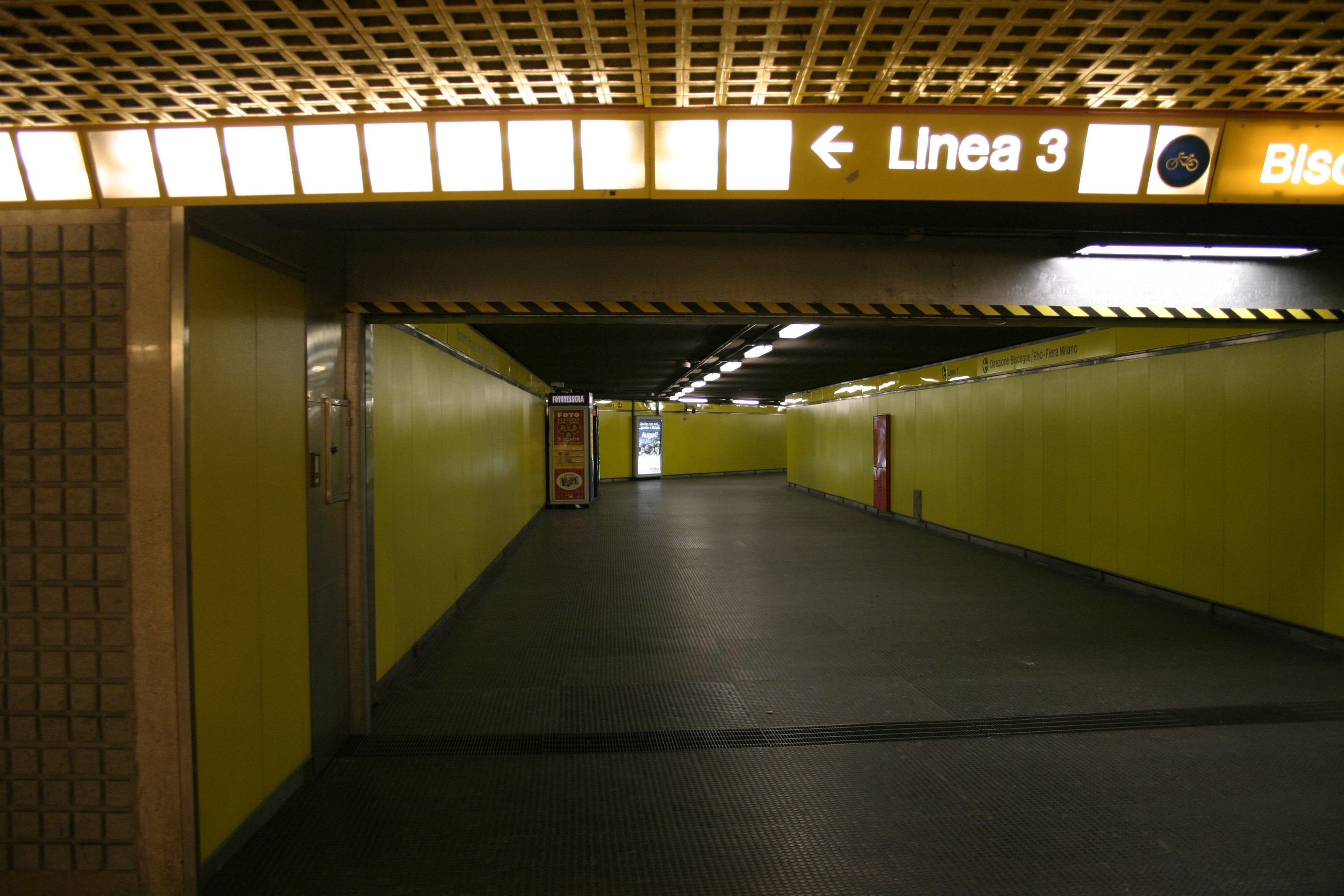
Pasaje de Línea 3 a Línea 1